# 鄭光范
鄭光范（최은성，2001年7月29日—），北韓男子短道速滑運動員，他在2018年平昌冬季奧運出戰500米賽事。在初賽中，他在絆倒後試圖拉下日本對手渡邊啟太而被判犯規。

## 資料來源
1. ↑  . Newsweek. February 21, 2018  [2018-03-12]. （原始内容存档于2018-03-12）.